# Abraxas discoparallela
Abraxas discoparallela är en fjärilsart som beskrevs av Eugen Wehrli 1931. Abraxas discoparallela ingår i släktet Abraxas och familjen mätare. Inga underarter finns listade i Catalogue of Life.